# Gran Premio di Rosario
Il Gran Premio di Rosario è stata una corsa automobilistica di velocità in circuito.

## Albo d'oro
| Nr | Anno | Vincitore           | Vettura    | Categoria      | Resoconto |
| -- | ---- | ------------------- | ---------- | -------------- | --------- |
| 1  | 1947 | Achille Varzi       | Alfa Romeo | Formula libera | Resoconto |
| 2  | 1948 | Jean-Pierre Wimille | Gordini    | Formula libera | Resoconto |
| 3  | 1949 | Nino Farina         | Ferrari    | Formula libera | Resoconto |
| 4  | 1950 | Gigi Villoresi      | Ferrari    | Formula libera | Resoconto |